# ایسای شور
ایسای شور (به آلمانی: Issai Schur) (زاده ۱۰ ژانویه ۱۸۷۵ در موگیلف – درگذشته ۱۰ ژانویه ۱۹۴۱ در تل آویو) ریاضیدان اهل آلمان بود.
او به ویژه به خاطر کارهایش در نظریه نمایش گروهها، نظریه اعداد و فیزیک نظری نامدار است.

## زندگی‌نامه
شور در خانواده‌ای یهودی و تاجر به دنیا آمد. او در سن ۱۳ سلگی به لیپایا رفت و در آنجا در دبیرستانی آلمانی تحصیل کرد. در سال ۱۸۹۴ وارد دانشگاه برلین شد و رشته ریاضیات و فیزیک را انتخاب کرد و در سال ۱۹۰۱ با سرپرستی فردیناند گئورگ فروبنیوس و لاتساروس فوکس درجه دکتری ریاضیات را با رساله‌ای با نام «درباره رده‌هایی از ماتریس‌ها» به دست آورد. پس از آن شور که زبان آلمانی را بسیار روان همچون زبان مادری سخن می‌گفت برای کار در برلین ماند. در سال ۱۹۱۳ به عنوان جانشین فلیکس هاوسدرف در دانشگاه بن استخدام شد. این زمان فروبنیوس تلاش بسیاری را برای بازگرداندن شور به برلین انجام داد و سرانجام در سال ۱۹۱۶ توانست کاری برای او در برلین پیدا کند. فروبنیوس یک سال پس از آن درگذشت و برای جانشینی او شور و کاراتئودوری هر دو نامزد شدند که سرانجام این سمت به کاراتئودوری رسید. شور نهایتاً در سال ۱۹۱۹ به درجه استادی تمام رسید و در سال ۱۹۲۱ کرسی فریدریش شوتکی را آن خود کرد. با روی کار آمدن حزب نازی در سال ۱۹۳۳ او که نسب یهودی داشت از کار برکنار شد و در پی آن سلامتیش به خطر افتاد و سرانجام در سال ۱۹۳۹ به همراه یک پرستار و همسرش به فلسطین مهاجرت کرد. شور در زمینه نظریه نمایش گروه‌ها نتایج مهمی به اثبات رساند که از آن میان به لم شور و معرفی عملگر شور را می‌توان نام برد.